# Adelpha melona
Adelpha melona is een vlinder uit de onderfamilie Limenitidinae van de familie Nymphalidae. De wetenschappelijke naam van de soort werd als Heterochroa melona in 1847 gepubliceerd door William Chapman Hewitson.